# Орен (Верхняя Гаронна)
Оре́н (фр. Aurin, окс. Aurinh) — коммуна во Франции, находится в регионе Юг — Пиренеи. Департамент — Верхняя Гаронна. Входит в состав кантона Ланта. Округ коммуны — Тулуза.
Код INSEE коммуны — 31029.

## География
Коммуна расположена приблизительно в 600 км к югу от Парижа, в 21 км к востоку от Тулузы.
По территории коммуны протекает река Сон.

## Климат
Климат умеренно-океанический. Зима мягкая и снежная, весна характеризуется сильными дождями и грозами, лето сухое и жаркое, осень солнечная. Преобладают сильные юго-восточные и северо-западные ветры.

## Население
Население коммуны на 2010 год составляло 330 человек.
| 1962 | 1968 | 1975 | 1982 | 1990 | 1999 | 2010 |
| ---- | ---- | ---- | ---- | ---- | ---- | ---- |
| 178  | 168  | 169  | 177  | 177  | 245  | 330  |

## Администрация
| Период | Период | Фамилия          | Партия | Примечания |
| ------ | ------ | ---------------- | ------ | ---------- |
| 2001   | 2014   | Клод Латапи      |        |            |
| 2014   | 2020   | Сандрин Веркрюис |        |            |

## Экономика
В 2010 году среди 202 человек трудоспособного возраста (15—64 лет) 160 были экономически активными, 42 — неактивными (показатель активности — 79,2 %, в 1999 году было 70,9 %). Из 160 активных жителей работали 153 человека (79 мужчин и 74 женщины), безработных было 7 (4 мужчины и 3 женщины). Среди 42 неактивных 18 человек были учениками или студентами, 14 — пенсионерами, 10 были неактивными по другим причинам.

## Достопримечательности
- Церковь Св. Аполлонии (XVI век). Исторический памятник с 2001 года[4]
- Церковь Св. Андрея

## Фотогалерея

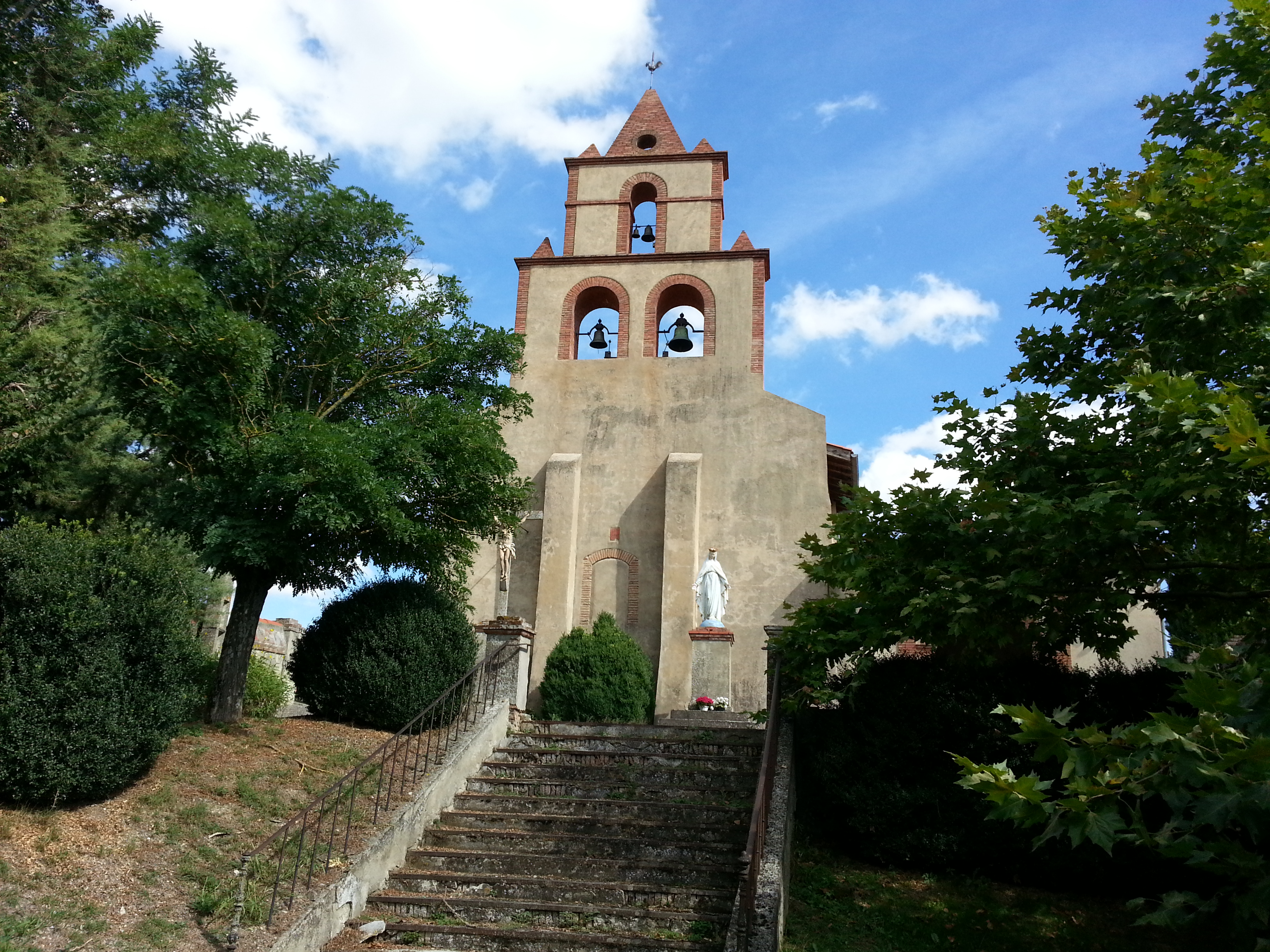
Церковь Св. Аполлонии
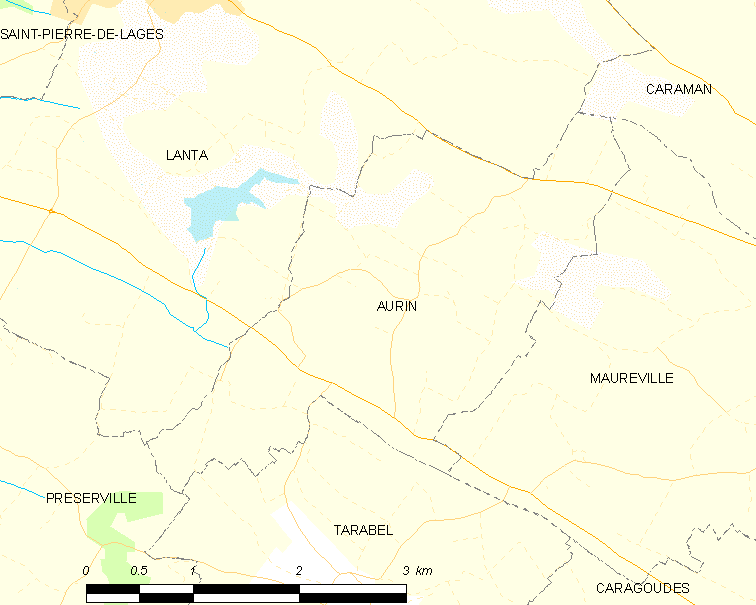
Карта коммуны